# Praedora meridionalis
Praedora meridionalis är en fjärilsart som beskrevs av Sergius G. Kiriakoff 1946-49. Praedora meridionalis ingår i släktet Praedora och familjen svärmare. Inga underarter finns listade i Catalogue of Life.